# Sébastien Lefebvre

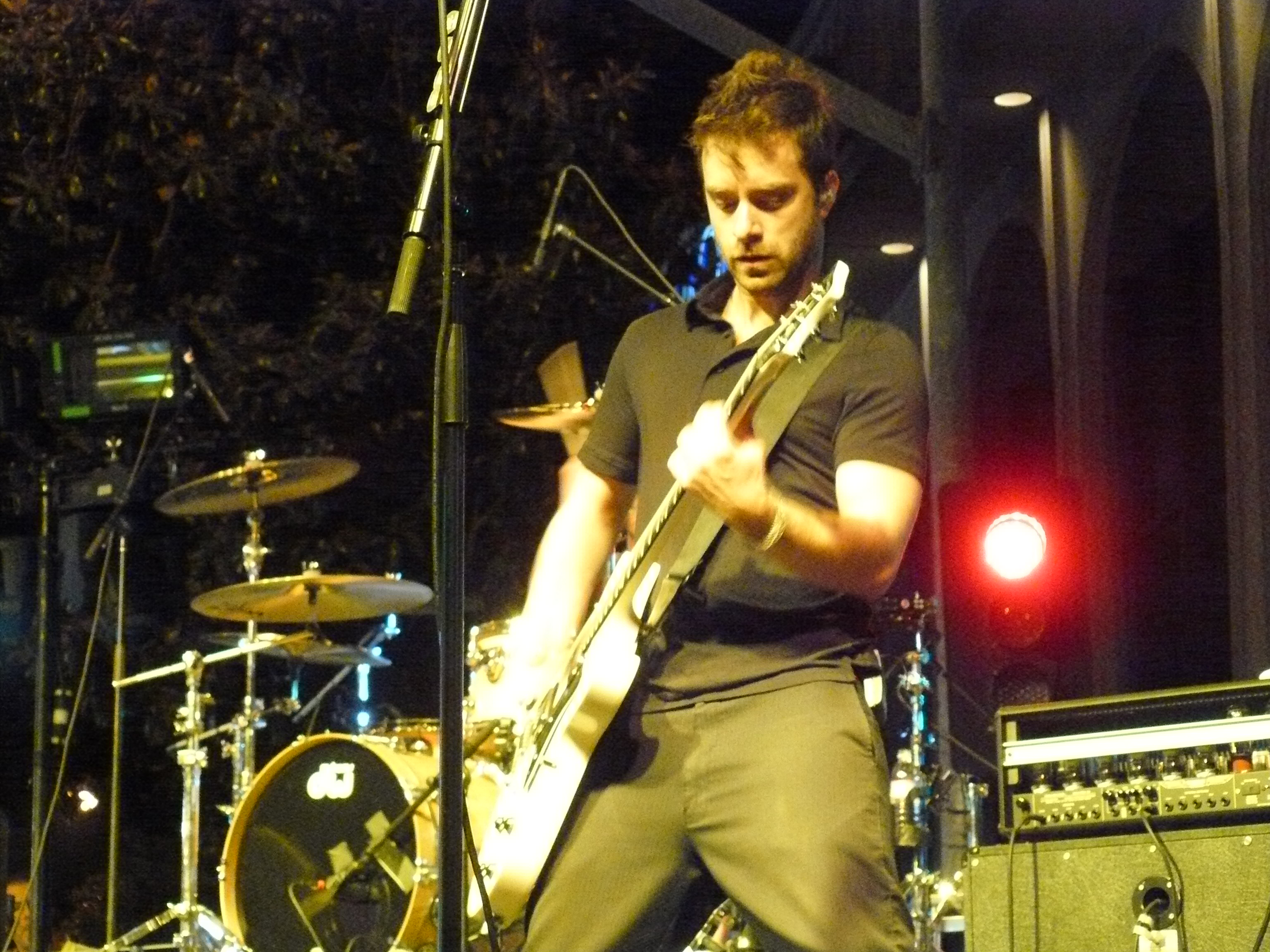
Lefebvre in 2008.

Sébastien Lefebvre (5 juni 1981) is de gitarist en achtergrondzanger van de Canadese band Simple Plan. Hij is ook als solo-artiest actief.
- Bibliothèque nationale de France: cb169242176 (data)
- International Standard Name Identifier: 0000 0003 7188 8660
- Library of Congress Control Number: n2013003029
- Nationale Bibliotheek van Tsjechië: xx0107624
- Réseau des bibliothèques de Suisse occidentale: 02-A023278648
- Système universitaire de documentation: 191451606
- Virtual International Authority File: 262620965
- WorldCat: E39PBJgHbwtQKr3rPTxPyBR7pP